# Raión de Járovsk
El raión de Járovsk (ruso: Ха́ровский райо́н) es un distrito administrativo (raión) ruso perteneciente a la óblast de Vólogda. Se ubica en el centro de la óblast. Su capital es Járovsk.
En 2023, el raión tenía una población de 12 976 habitantes. Comprende un conjunto de áreas ubicadas entre 50 y 100 km al norte de la capital regional Vólogda. El río Kúbena atraviesa el territorio distrital de este a suroeste.

## Subdivisiones
Comprende la ciudad de Járovsk y 375 localidades rurales. Dos tercios de los habitantes del raión viven en la capital distrital, mientras que tan solo dos de las localidades rurales superan los trescientos habitantes. Debido a esta concentración urbana, desde 2022 el autogobierno local del raión toma la forma jurídica de ókrug municipal, de forma que un solo ayuntamiento con sede en Járovsk ejerce su jurisdicción sobre todo el raión.
Antes de 2022, el raión se dividía en seis ayuntamientos. La ciudad de Járovsk formaba un ayuntamiento urbano sin pedanías, y al mismo tiempo era sede administrativa del asentamiento rural homónimo, que comprendía las localidades rurales de su entorno. Las áreas periféricas del raión se autogobernaban con otros cuatro asentamientos rurales: Ilyínskaya Popovka (con sede en Semenija), Nizhne-Kúbenski (con sede en Sorozhino), Semigoródniaya y Shapsha.